# Зојен
Зојен (њем. Soyen) општина је у њемачкој савезној држави Баварска. Једно је од 46 општинских средишта округа Розенхајм. Према процјени из 2010. у општини је живјело 2.614 становника. Посједује регионалну шифру (AGS) 9187176.

## Географски и демографски подаци
Зојен се налази у савезној држави Баварска у округу Розенхајм. Општина се налази на надморској висини од 475 метара. Површина општине износи 29,0 km². У самом мјесту је, према процјени из 2010. године, живјело 2.614 становника. Просјечна густина становништва износи 90 становника/km².